# Романово (Калининградская область)
Рома́ново (до 1947 г. — Побетен нем. Pobethen) — посёлок Зеленоградского района Калининградской области. 25 июля 1947 года Побетен был переименован в посёлок Романово в честь Героя Советского Союза капитана Романова Петра Ильича. Герой Советского Союза, командир стрелкового батальона Петр Ильич Романов, погиб в бою 9.02.1945 г. в районе посёлка Койен, ныне не существует, западнее посёлка Кумачёво, на высоте 70.9 м. Население — 1100 чел. (2011).

## История
Побетен означает «земля Бетена» и названа именем прусского князя, владельца этой местности. Побетен (Бетен) упоминается в 1258 году в «Хронике земли прусской» Петра из Дуйсбурга. В 1288—1289 годах в Побетене рыцари Тевтонского Ордена построили крепость на основе прусского укрепления, вначале как «орденский дом» — «орденехауз». В 1320 году в крепости поставили часовню, а восточнее крепости построили приходскую кирху.
Крепость в Побетене простояла до 1525 года, когда восставшие крестьяне во главе с Гансом Герике разрушили её.
К 1912 году был продан на стройматериалы замок Побетен — кирпич и щебень использовались при строительстве дорог.
В предвоенном 1939 году в Побетене было 1 358 жителей. На краю посёлка стояла мельница.
С 1945 года в составе СССР (РСФСР). В 1947 году переименован в Романово, посёлок Зеленоградского района.

## Население
| 2002 | 2010 | 2011  |
| ---- | ---- | ----- |
| 966  | ↘938 | ↗1100 |

## География
Около посёлка расположен пруд Пугачёвский, называемый также Романовским озером, который является истоком рек Нельма и Забава. Нельма втекает в пруд на юго-западе, а Забава вытекает из пруда на севере, течёт на север и впадает в Балтийское море в районе посёлка Куликово. На юго-востоке от посёлка находится Любительское озеро. Через посёлок проходит шоссе А—192.

## Образование и культура
Романовская школа была создана 28 июня 1946 года как начальная, с 1947 года приказом № 65 от 15 августа 1947 года она была преобразована в 7-ю летнюю, а в 1955 году она получила статус средней школы. В 1958 году состоялся первый выпуск 10 класса. С 1977 года школа располагается в новом здании на 464 места. Директор: Анисимова Светлана Владимировна.
В посёлке есть детский сад и Дом культуры.

## Достопримечательности и памятные места

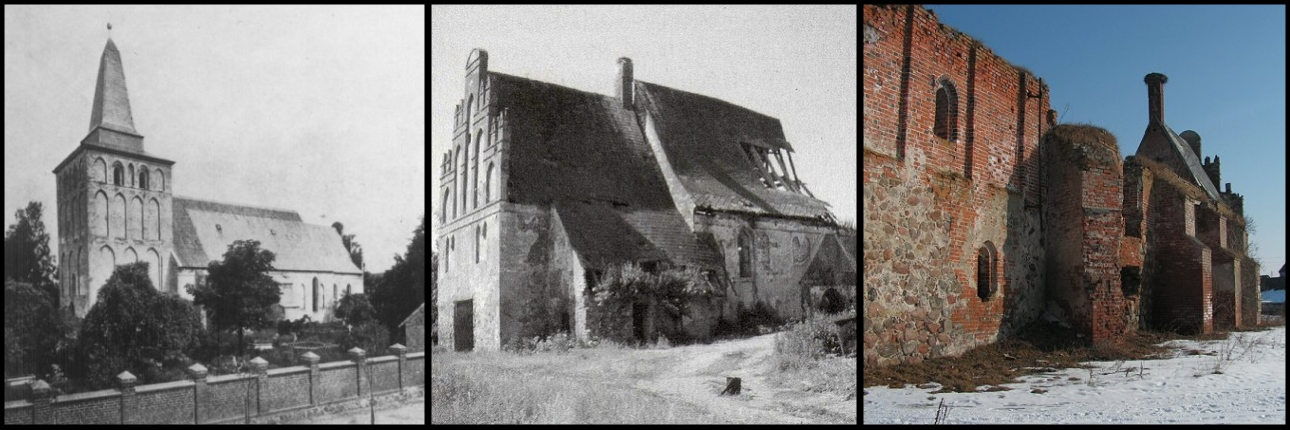
Кирха: Довоенное время, 1992 год, современный вид соответственно

В посёлке находятся развалины кирхи XIV века, в которой имеются фрески 14-го века. На алтарной части церкви неизвестный художник изобразил сцену рождения Иисуса. На этом старейшем на Земландском полуострове памятнике архитектуры появились две памятные доски — на немецком и русском языках.
В Романово имеется памятник погибшим в годы Первой мировой войны (1914—1918).
В романовской школе имеется Музей боевой славы. В центре посёлка, на площади Pobethen на братской могиле советских воинов, погибших в марте 1945 года, в 1982 году сооружён Мемориальный комплекс (архитектор В. Г. Еремеев). Здесь похоронены 1202 солдата.
В 400 метрах северо-восточнее посёлка учёными Самбийской экспедиции Института археологии РАН проводятся археологические раскопки. Коллектив возглавляет Александр Хохлов. Могильник Алейка-7 на возвышении между двумя рукавами реки Алейки включает в себя более 750 погребений V—VII веков.

## Экономика
До распада Советского Союза основу экономики посёлка составляло производство и переработка сельскохозяйственной продукции. Приказом № 71 от 1945 года был образован совхоз № 2, который позднее переименован в совхоз «Романово» — многоотраслевое хозяйство, которое занималось выращиванием картофеля, производством молочной продукции.
Сегодня в посёлке работает ТОО «Романово». Вид деятельности: производство и продажа молочной продукции.
«Балтик Коатинг Компани» создал в посёлке полиграфическое предприятие.
Недалеко от Романово находится большое месторождение соли, значительная часть которой планируется направлять на экспорт в страны Балтии, Финляндию, Швецию, традиционно импортирующие соль. Качество соли, мощность и площадь пластов существенно превосходят Гусевское месторождение, поэтому район Романово является предпочтительнее для добычи пищевой соли и строительства сользавода.
В районе посёлка Романово находится участок с высоким содержанием янтаря. Глубина залегания «голубой земли» составляет 30—40 м. Мощность продуктивного слоя 2,1—7 м. Содержание янтаря в отдельных скважинах достигает 0,835 кг/м³. Участок характеризуется значительными мощностями вскрышных пород (67—75 м).
В Балтийском море находится платформа для добычи нефти в Кравцовском месторождении. От неё на сушу проложен подводный трубопровод длиной 47 км. По нему пластовая продукция — смесь нефти и попутного газа — будет транспортироваться на нефтесборный пункт «Романово», где будет доводиться до товарной кондиции. В окрестностях Романово строится подземное хранилище.
В конце апреля 2009 года недалеко от посёлка началось строительство первых домов экологического поселения нового типа «Солнечный дом».

## Список улиц посёлка
- ул Геологов
- ул Дачная
- ул Звёздная
- ул Звёздная 1-я
- ул Звёздная 2-я
- ул Комсомольская
- ул Луговая
- ул Молдавская
- ул Новая
- ул Озёрная
- ул Офицерская
- Приозёрный пер
- ул Советская
- ул Хуторская 1-я
- ул Хуторская 2-я
- ул Цветочная
- ул Школьная

## Транспорт
Через Романово следуют автобусы в соседние города и в областной центр.
285 Отрадное—Светлогорск—Пионерский—Романово—Зеленоградск 

119 Калининград—Переславское—Романово—Пионерский